# Лийв, Юхан
Юхан Лийв (эст. Juhan Liiv), урождённый Йоханнес Лийв (эст. Johannes Liiv; 30 апреля 1864 — 1 декабря 1913) — эстонский поэт, прозаик, предшественник эстонского критического реализма.

## Биография

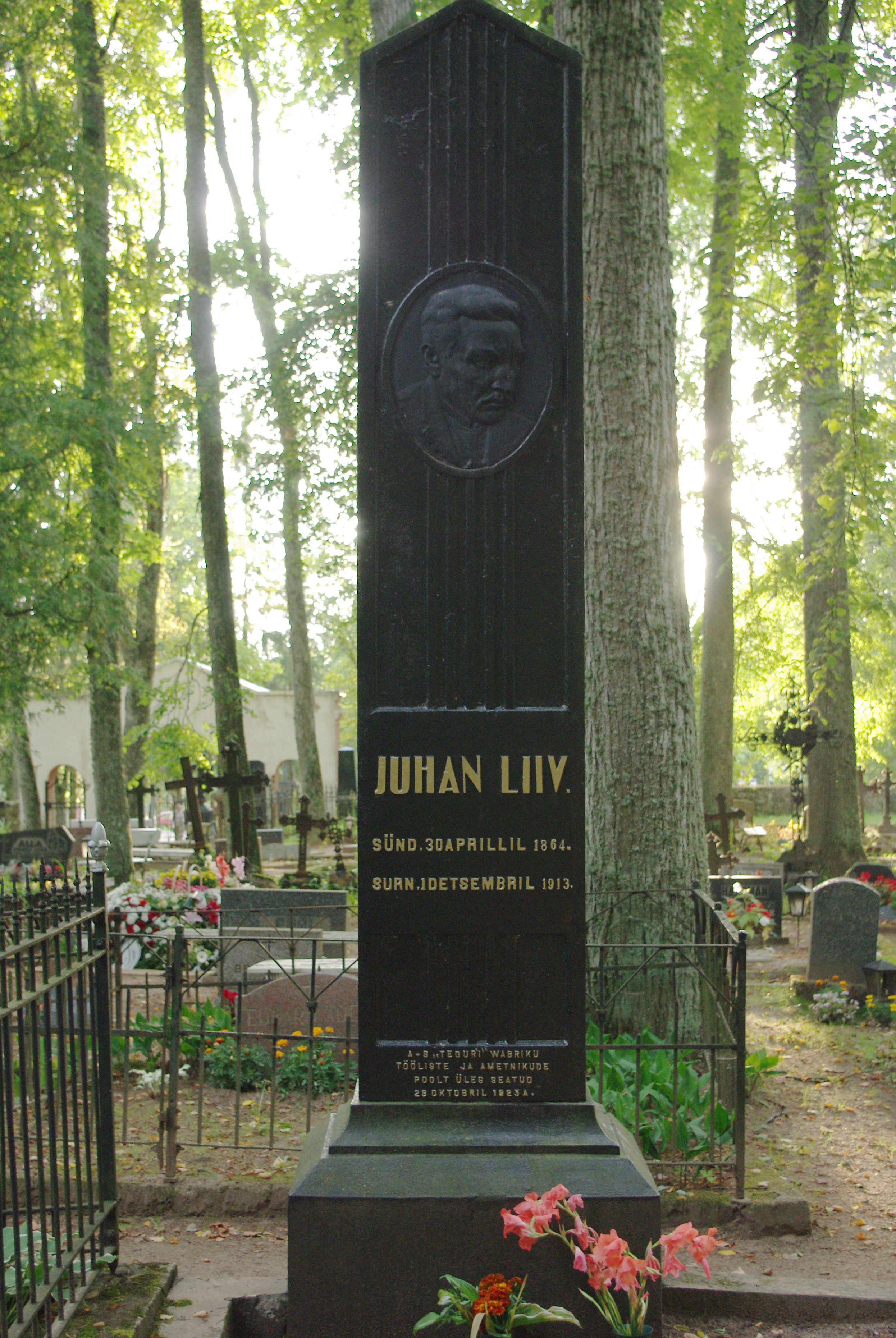
Могила Юхана Лийва на кладбище Алатскиви

Лийв был рождён в многодетной крестьянской семье, поэтому не смог получить серьёзного образования. Он учился в школе деревни Кодавере, а в дальнейшем занимался самообразованием.
Первые произведения Лийва были написаны в 1880-х годах под влиянием первой любви к Лиисе Марие Гольдинг. Он перебивался случайными журналистскими работами, но с 1892 года бросил работать и посвятил себя творчеству.
Успех пришёл к Лийву после публикации повести «Завеса», однако вскоре после этого у него была диагностирована шизофрения, которая оказывала сильное негативное влияние на его жизнь до самой смерти. В то же время большинство известных стихотворений Лийва написаны после получения диагноза. В 1904—1905 годах писатель, живший в психиатрической лечебнице, вошёл в состав общества «Молодая Эстония» вместе с Фридебертом Тугласом и Густавом Суйтсом.
В начале 1913 года Лийв сел на поезд, не имея билета; в пути кондуктор вытолкал его из поезда, заставив писателя возвращаться домой болотами, что окончательно подорвало его и без того ослабленное курением здоровье. Лийв скончался 1 декабря от пневмонии.

## Поэзия
В поэзию он вошёл в 1880-х годах. Его стихи отличались искренностью, непосредственностью, эмоциональностью. Из-за болезни в поэзии Юхана проявилось трагическое мироощущение, резкие контрасты и диссонансы. Это побудило Фридеберта Тугласа сказать, что Лийв не сочинил, а выстрадал свои стихотворения. Да и сам Лийв уподоблял свою поэзию птице с больным крылом.
Основные темы его поэзии: одиночество, горькая судьба родины, аналогичная горькой участи самого поэта. В стихах его почти постоянно царит осень, блеклые туманные краски, тени, печальное настроение.
Первый сборник Лийва — «Стихи» (эст. Luuletused), содержавший всего 45 стихотворений — появился только в 1909 году благодаря национальной эстонской организации «Молодая Эстония». Его 4-е издание в 1926 состояло из 297 произведений.

## Проза
С 1888 года Лийв начал писать прозу. Вначале это были зарисовки, картинки городского и сельского быта. Наиболее значительным его произведением в прозе является повесть «Завеса» (эст. Vari, 1894), которая вышла с подзаголовком «повесть из недавнего прошлого». Это, с одной стороны, реалистическое изображение сельского быта 1830—1850-х годов, с другой стороны является словом в защиту крестьян, способных, как герой повести Виллу, понимать природу, философию, поэзию и, в то же время, зависимых от помещиков. Герой повести Виллу сходит с ума после несправедливого наказания, но финал повести романтически окрашен: помещик раскаивается и становится другим человеком. В повести сильно романтическое и просветительское начало, также символично её название: «Завеса» леса отделяет Виллу от возможности видеть озеро, олицетворяющее для него простор и волю, завеса душевной болезни помрачает рассудок Виллу, завеса несправедливости мешает крестьянам жить полной жизнью. Эта повесть Лийва долгое время была одной из самых популярных в эстонской литературе.
Большое сходство с «Завесой» обнаруживает и вторая повесть Юхана «Кукушка из Кякимяэ» (1893). Сельской тематике посвящено и последнее его произведение большого объёма «Дочь колдуна» (1895). Вышло ещё два сборника прозы Лийва: «Из глубины жизни» (1909) и «О себе и о других» (1921). Однако в эстонской литературе Лийв остался прежде всего известен как лирический поэт.

## Память
В центре города Тарту есть маленькая улица имени Юхана Лийва. На ней стоит неприметный камень с барельефным профилем писателя.
Вошёл в составленный в 1999 году по результатам письменного и онлайн-голосования список 100 великих деятелей Эстонии XX века.